# Boy Bensdorp
Boy Bensdorp is een Nederlands typetje, bekend uit de komische radio- en televisieseries van Wim T. Schippers, zoals De lachende scheerkwast, Opzoek naar Yolanda en Plafond over de vloer.

## Geschiedenis
Hij kwam voor het eerst in beeld als protestzanger in de nachtclub Waldolala (in de serie Het is weer zo laat!). Hier had hij nog het uiterlijk van een hippie met een strooien hoed, hippie kleding en hij sprak stoned. Daarna werd hij spreekstalmeester van de nachtclub en zag er keurig uit. Opvallend was zijn zwarte kapsel met gel, de make up rond zijn ogen en de beweging met zijn tong als hij opgewonden sprak. Door gebrek aan een echte stripteasedanseres trad hij ook op als "Lola" in Waldolala.  Daarnaast was hij ook kunstenaar.
Echt bekend werd hij pas als de eigenaar van het legendarische Boy Bensdorp cafetaria waarbij zijn nette voorkomen plaats maakte voor een groezelig uiterlijk. Het cafetaria en de handelwijze van Boy Bensdorp kenmerken zich door onhygiënische toestanden en brutaal gedrag jegens de clientèle. Hij is bijzonder gesteld op zijn Oma, Mevrouw Bensdorp van de Vlasakker, gespeeld door Mies Kohsiek. In de serie Opzoek naar Yolanda zingt hij het liedje "Soep van de dag" en trouwt hij met zijn serveerster Elsje de Wit (Janine van Elzakker).
De acteur Rob van Houten gaf gestalte aan dit personage.
In de serie We zijn weer thuis speelde Van Houten de rol van Bert Stompelman. Dit personage kwam in 2 afleveringen voor.
Teun Balk · Boy Bensdorp · Jacqueline van Benthem · Weduwe van Beurden · A.J.Broekema · inspecteur J. Falckenbosch · Jaap Knasterhuis · Wilhelmina Kuttje jr. · Henk J. Pal · Jacques Plafond · Ria van Raalte · Anneke Rol · Flip Romanov · Etna Vesuvia · Jan Vos · Ineke Vrucht-Stapel · Weggeautomatiseerd ambtenaar · hoofdinspectrice Mieke van der Wel · Loes de Wilde · Elsje de Wit